# Talang Ipuh
Talang Ipuh is een bestuurslaag in het regentschap Banyuasin van de provincie Zuid-Sumatra, Indonesië. Talang Ipuh telt 1222 inwoners (volkstelling 2010).